# This Nation's Saving Grace
This Nation's Saving Grace (en español: La gracia salvadora de esta nación) es el noveno álbum de estudio de la banda británica de post-punk The Fall, lanzado el 23 de septiembre de 1985 por la discográfica Beggars Banquet. En contraste con sus primeros álbumes, éste trabajo destaca por su influencia de la música pop y sus riffs de guitarra, así como la producción sencilla de John Leckie.
El álbum se grabó en Londres entre junio y julio de 1985, y es el segundo de una trilogía de discos producidos por Leckie. Contó con los sencillos Couldn't Get Ahead y Cruiser's Creek, así como una gira promocional por Europa y Estados Unidos. El disco es considerado como uno de los mejores trabajos de la banda y el que le dió visibilidad más allá de la escena underground, según The Guardian.
Fue incluído en la lista 1001 Albums You Must Hear Before You Die y en el puesto 13 de los mejores álbumes de los años 80, por Pitchfork.